# Navamorcuende
Navamorcuende è un comune spagnolo di 668 abitanti situato nella comunità autonoma di Castiglia-La Mancia.